# Taufaʻao Filise
Taufa'ao Filise (* 26. května 1977, Malapo) je bývalý tonžský ragbista, který hrál jako pilíř. Značnou část kariéry odehrál za Cardiff Blues, jehož fanoušci mu dali přezdívku „Král Tongy“. Odehrál 255 zápasů za tento klub a položil 9 pětek. Byl hráčem s nejvíce starty za Cardiff Blues, než ho v roce 2023 překonal Lloyd Williams. V sezoně 2008/09 vyhrál Anglicko–Velšský pohár a dvakrát Evropský Vyzývací pohár (2010 a 2018). Zahrál si také Super Rugby a anglickou nejvyšší soutěž. 
Za Tongu odehrál 17 zápasů a položil jednu pětku. Zúčastnil se MS 2007 a MS 2011, kde si proti Japonsku připsal poslední reprezentační zápas. Odehrál i pět zápasů za Pacifické ostrovy (2004–2006). 
Po konci kariéry šel pracovat pro sponzora Cardiff Blues Dragon Signs.

## Klubová kariéra
- 2001 – 2005 Bay of Plenty
- 2003 Chiefs (neodehrál jediný zápas)
- 2005 Blues
- 2005 Bath Rugby
- 2005 – 2018 Cardiff Blues